# Forte de Jesus, Maria, José
O Forte de Jesus, Maria, José localizava-se na Vila Franca, atual município de Vila Franca do Campo, na costa sul da ilha de São Miguel, nos Açores.
Em posição dominante sobre este trecho do litoral, constituiu-se em uma fortificação destinada à defesa deste ancoradouro contra os ataques de piratas e corsários, outrora frequentes nesta região do oceano Atlântico.

## História
No contexto da Guerra da Sucessão Espanhola (1702-1714) encontra-se referido como "O Reduto de Jesus Maria José." na relação "Fortificações nos Açores existentes em 1710".
No contexto da instalação da Capitania Geral dos Açores, o seu estado foi assim reportado em 1767:
"10.° — Forte de Jesus, Maria, José. Tem 5 canhoneiras e três peças de ferro incapazes; precisa 5."
Ao final do século XVIII, a Relação dos Castelos e mais Fortes da Ilha de S. Miguel do seu estado do da sua Artelharia, Palamentas, Muniçoens e do q.' mais precizam, pelo major engenheiro João Leite de Chaves e Melo Borba Gato, informava:
"Forte de JESVS M.a J.e - No termo de V.a Franca, e distante della quaize hu'a legua, em bom estado menos hu'a tricheira necessaria tanto p.a augmentar a defença de hu'a grd.e praia q.' lhe fica a direira, Norte, com extenção de 328 braças, como p.a conter q. o mar não va deluindo a baze em q.' está edificado: tem 3 peças de ferro no xão, palamentas e muniçoens nada."
Certamente destruído pela erosão marinha, esta estrutura não chegou até aos nossos dias.

## Características
Constituiu-se em um forte de pequenas dimensões. Não foram localizados detalhes complementares sobre as suas edificações de serviço (Casa do Comando, Quartel de Tropa, Paiol de Pólvora) ou sua evolução.